# Supercoppa brasiliana 2022 (pallavolo femminile)
La Supercoppa brasiliana 2022 si è svolta il 23 ottobre 2022: al torneo hanno partecipato due squadre di club brasiliane e la vittoria finale è andata per la prima volta al Bauru.

## Regolamento
Le squadre hanno disputato una gara unica.

## Squadre partecipanti
| Squadra | Qualificazione                       |
| ------- | ------------------------------------ |
| Bauru   | Vincitrice Coppa del Brasile 2022    |
| Minas   | Vincitrice Superliga Série A 2021-22 |

## Torneo
| 18 ottobre 2021 Ginásio Paulo Skaf, Bauru Durata: ? - Spettatori: ? | Bauru | 3 - 0 | Minas | 26-24, 19-25, 25-23, 25-22 |